# Niklas Sten
Niklas Sten (Niclas Steen) var en stenhuggare, byggmästare och vattenkonstmästare verksam i slutet av 1600-talet.
Sten nämns som stenhuggare 1674 och som byggmästare på De la Gardies Kägleholm 1680 samma år nämns han även som byggmästare på Mariedal. Han utförde 1678 ett vattenpumpverk till Läckö slott och fick 1686 i uppdrag att utföra en grundritning för det De la Gardieska gravkoret i Varnhems klosterkyrka. Han utförde även ritningar till en altaruppsats i kraftig barockstil som skulle placeras i koret men sannolikt blev detta inte utfört. Troligen utförde han stora delar av arbetet med koret själv eftersom det omtalas 1698 att han huggit tolv kapitäl till panelleringen och ett gravkors iståndsättande fördröjts av hans sjuklighet. Eftersom arbetet drog ut på tiden och Stens hälsa inte förbättrades ersattes han som byggmästare av Per Jonsson Stenhammar 1699 och det är troligt att Sten även avled detta år. Av bevarade arbeten kan man se att han varit en skicklig och mångsidig hantverkare men som inte höjde sig över andra hantverkare.